# Bro (Ærø)
 For alternative betydninger, se Bro (flertydig). (Se også artikler, som begynder med Bro)
Bro er en landsby på Ærø ca. 2 kilometer fra landsbyen Dunkær.
Landsbyen ligger i Rise sogn, Ærø Kommune.
I Bro ligger det tidligere Bro mejeri, der i dag ejes af Ærø Lysfabrik.
| Ærø | Spire Denne artikel om Ærø er en spire som bør udbygges. Du er velkommen til at hjælpe Wikipedia ved at udvide den. |

54°50′20″N 10°25′0″Ø / 54.83889°N 10.41667°Ø
|  | Denne artikel om lokaliteten Bro (Ærø) kan blive bedre, hvis der indsættes et (bedre) billede. Du kan hjælpe ved at afsøge Wikimedia Commons for et passende billede eller lægge et op på Wikimedia Commons med en af de tilladte licenser og indsætte det i artiklen. |